# Las Cruces (Guatemala)
Las Cruces es un municipio del departamento de Petén en la República de Guatemala. Fundado el 22 de noviembre de 2011,  al separarse del municipio de la Libertad Petén  La Libertad.
En 2017, por su promixidad a la frontera con México, ha reportado incremento en la actividad de bandas criminales en su territorio.

## Toponimia
Existen varias hipótesis respecto al origen del nombre. Según fuentes orales, toma su nombre del hecho que los primeros pobladores al ir abriendo brecha encontraron tres cruces de madera, seguramente dejadas por los chicleros (recolectores nómadas de chicle). 
La verdadera historia de la fundación de Las Cruces comenzó hace aproximadamente 45 años cuando vinieron 4 familias de apellidos, Vásquez, Guerra, León, y Peraza. Este grupo de personas fueron los primeros fundadores de Las Cruces. Cuando vinieron estas familias a establecerse en este lugar, se pusieron de acuerdo sobre el nombre y decidieron ponerle el nombre de Las Cruces en honor al Día de la Cruz. Por este motivo se celebra el aniversario del Las Cruces en esta fecha y es el día principal de la feria, que en el calendario es el 3 de mayo, día de la Cruz.
La institución FYDEP quería que la aldea recibiera el nombre de Miralvalle, porque así se llamaba un cine ―fundado por don Carlos Espino en la colina que está en la entrada de Las Cruces― llamado así porque desde ese sitio se veía una bella montaña verde. Los habitantes se opusieron a ese nombre y decidieron nombrarlo Las Cruces.

## Geografía física

### Ubicación geográfica
Las Cruces se ubica en el departamento del Petén a una latitud de 16° 38’ 10” y longitud 90° 11’ 02”, aproximadamente a unos 130 msnm. Limita con el municipio la Libertad y con México:
- Norte, noreste y este: La Libertad, municipio del departamento de Petén
- Oeste: Ocosingo, México
- Sur: Sayaxché

|                         | Norte: La Libertad | Nordeste: La Libertad |
| Oeste: Ocosingo, México |                    | Este: La Libertad     |
|                         | Sur: Sayaxché      |                       |

## Gobierno municipal
Los municipios se encuentran regulados en diversas leyes de la República, que establecen su forma de organización, lo relativo a la conformación de sus órganos administrativos y los tributos destinados para los mismos.  Aunque se trata de entidades autónomas, se encuentran sujetas a la legislación nacional. Las principales leyes que rigen a los municipios en Guatemala desde 1985 son:
| N.º | Ley                                                | Descripción |
| --- | -------------------------------------------------- | --- |
| 1   | Constitución Política de la República de Guatemala | Tiene una regulación legal específica para los municipios en los artículos 253 al 262. |
| 2   | Ley Electoral y de Partidos Políticos              | Ley de carácter constitucional aplicable a los municipios en el tema de la conformación de sus autoridades electas. |
| 3   | Código Municipal                                   | Decreto 12-2002 del Congreso de la República de Guatemala. Tiene la categoría de ley ordinaria y contiene preceptos generales aplicables a todos los municipios, e inclusive contiene legislación referente a la creación de los municipios.             |
| 4   | Ley de Servicio Municipal                          | Decreto 1-87 del Congreso de la República de Guatemala. Regula las relaciones entra la municipalidad y los servidores públicos en materia laboral. Tiene su base constitucional en el artículo 262 de la constitución que ordena la emisión de la misma. |
| 5   | Ley General de Descentralización                   | Decreto 14-2002 del Congreso de la República de Guatemala. Regula el deber constitucional del Estado, y por ende del municipio, de promover y aplicar la descentralización y desconcentración económica y administrativa.                                |

El gobierno de los municipios de Guatemala está a cargo de un Concejo Municipal mientras que el código municipal —que tiene carácter de ley ordinaria y contiene disposiciones que se aplican a todos los municipios de Guatemala— establece que «el concejo municipal es el órgano colegiado superior de deliberación y de decisión de los asuntos municipales […] y tiene su sede en la circunscripción de la cabecera municipal». Por último, el artículo 33 del mencionado código establece que «[le] corresponde con exclusividad al concejo municipal el ejercicio del gobierno del municipio».
El concejo municipal se integra con el alcalde, los síndicos y concejales, electos directamente por sufragio universal y secreto para un período de cuatro años, pudiendo ser reelectos.
Existen también las Alcaldías Auxiliares, los Comités Comunitarios de Desarrollo (COCODE), el Comité Municipal del Desarrollo (COMUDE), las asociaciones culturales y las comisiones de trabajo. Los alcaldes auxiliares son elegidos por las comunidades de acuerdo a sus principios, valores, procedimientos y tradiciones, estos se reúnen con el alcalde municipal el primer domingo de cada mes. Los Comités Comunitarios de Desarrollo y el Consejo Municipal de Desarrollo tiene como función organizar y facilitar la participación de las comunidades priorizando necesidades y problemas.

## Historia
Hasta la década de 1960 Las Cruces era un paso obligado de varios trabajadores característicos del área petenera:
- huecheros : los que buscan objetos de valor abandonados o enterrados de la Cultura maya
- chicleros: que se dedicaban a recolectar el látex de los árboles para hacer chicle
- pimenteros:  cortadores de pimientos
- xateros: cosechaban xate

### Primeros habitantes
En la localidad se cuenta que el primer habitante fue Juan Arévalo, quien era el propietario de gran parte de esta zona.  Después, en 1968, llegó la familia de Miguel Ángel Hidalgo Mayorga, quienes provenían del Parcelamiento de la Máquina de la Línea C.8 en Retalhuleu)[cita requerida]. 
La aldea Las Cruces era una gran colina, poblada por pocas familias. Había más árboles que viviendas. Conforme el tiempo pasó, fueron llegando más pobladores. Lo que es la moderna zona 1 era una laguna, infestada por mosquitos.[cita requerida]

### Problemas con el agua
Debido a la escasez de agua, en ese entonces la gente que habitaba El Zapote se tuvieron que trasladar para lo que ahora es el centro de Las Cruces, donde se encuentra la «aguada del 5». Otra aguada que le dio vida a los primeros pobladores de la aldea Las Cruces, fue la que se ubica a unos 500 metros, en la parcela que fue propiedad del señor Reyes Contreras, quien en diciembre de 1982 fue desaparecido y asesinado por los militares durante el conflicto armado que afectó la región.[cita requerida]

Yo era un niño de aproxidamente 7 años cuando nuestras madres iban a traer agua con sus cántaros en la cabeza y en la cintura. Eran protegidas por algunos de sus esposos, quienes usaban armas de fuego, debido a la población del coche Jabalí, que nos atacaban en aquel entonces[cita requerida].
Un poblador

Una señora llamada Mercedes, cansada de jalar agua desde dicha aguada, se puso a excavar un pozo artesanal[¿Por qué?]. Desgraciadamente dentro del pozo se consumió el oxígeno y ella se asfixió. Fue el primer pozo que se perforó en el terreno de su propiedad. Hoy día ese terreno es propiedad del señor Raymundo Martínez[¿quién?].
Más tarde el señor Miguel Ángel Belloso se convirtió en el constructor de pozos artesanales. Cuando se terminaba el oxígeno dentro de los pozos que perforaba, él cortaba ramas de árboles verdes y los tiraba en el fondo del pozo para que produjeran un poco de oxígeno. Bellozo fue el propietario de la finca colindante al este con el señor Miguel Ángel Hidalgo Mayorga, donde actualmente se ubica la Zona 4 de Aldea las Cruces, precisamente la avenida que se encuentra a lado del famoso bar El Cinco de aquel entonces (actualmente cafetería Las Gemelas) y posteriormente esa parcela pasó a ser propiedad de otro vecino, el señor Rigoberto Samayoa (Q. E. P. D.)[cita requerida].
Doña Rufina (Q. E. P. D.)[cita requerida], la esposa de don Adelso Chilin (Q. E. P. D.)[cita requerida], fue una señora muy servicial en Aldea las Cruces, Rancho Alegre y Saiajché, a ella la llamaban la Tienda Portátil, porque solo ella caminaba a pie hasta Saiajché para realizar compras de productos de la canasta básica, ropa, medicamentos y otros, para revenderle dichos productos a los pobladores de Aldea las Cruces.
Además el señor Benjamín Marroquín (Q. E. P. D.)[cita requerida] fue la primera persona que fue atacada con arma blanca en la calle principal de Las Cruces, precisamente en la esquina donde se encuentra la Iglesia Evangélica Centroamericana, y fue el primer cadáver que estrenó el cementerio de Aldea Las Cruces.
Este grupo de habitantes eran los que formaban la aldea de las Cruces, ellos se organizaron para pedir ayuda a la institución del EXFIDEP (Fomento de Desarrollo del Petén). Esta institución los ayudó para hacer las carreteras, y con la ayuda de los mismos habitantes, ya que se necesitaba ir cortando los árboles.

### SigloXXI: Inundaciones
El 17 de octubre de 2008 Las Cruces sufrió una severa inundación que llenó de agua las partes más bajas de la zona 2 y también algunas casas de las zonas 3 y 4. El 19 de octubre se inundó toda la zona 1, y las personas tuvieron que salir de sus casas, por temor de perder la vida; algunos buscaron refugio en la escuela cercano, pero esta también se inundó. Finalmente, algunos refugiados se fueron para La Libertad, otros para la zona 4, y la mayor parte se hospedó en el destacamento militar.
Debido a la ausencia de ayuda estatal, los pobladores evacuados tuverion que recurrir a la solidaridad de los miembros de la comunidad; la única víctima mortal de la inundación tuvo que ser enterrada en La Libertad, porque el cementerio de Las Cruces estaba inundado.  Las vías de acceso también fueron afectadas y quedaron en muy mal estado por varios años.
Las inundaciones han continuado, por falta de previsión en infraestructura:
- En 2009, más de mil personas tuvieron que ser evacuadas, ya que las inundaciones cubrieron algunas calles de la zona 2.
- En 2010 una leve inundación afectó a más de cincuenta familias.
- El 1 de septiembre de 2011, muchas personas tuvieron que abandonar sus hogares, ya que llovió sin interrupción desde el 29 de agosto.[5]

### Fundación del Municipio
El municipio fue creado el 22 de noviembre de 2011 mediante el Decreto 32-2011 del Congreso de la República de Guatemala, convirtiéndola en el municipio 334 de la República de Guatemala.

## Economía
La economía se basa principalmente en la agricultura, el comercio, y el transporte.

### Agricultura
El 65% de la población se dedican a la cosecha de alguno de los siguientes rubros: maíz, frijol, pepitoria, sésamo, y algunas frutas como papaya, sandía, mango, pomelos, mandarina, naranja, nances, entre otros.

### Comercio
El pueblo de las Cruces, cuenta con un mercado bastante grande donde aproximadamente el 25% de la población se dedica a la venta de granos básicos, productos de primera necesidad, ropa y calzado, abarroterias, carnicerías, ferreterías, agencias, venta de frutas y verduras, entre otros. Todo lo que se necesita en el hogar se encuentra disponible en el mercado de este pueblo.

### Transporte
El 10% de la población la economía está basada en el transporte de microbuses y rotativos.

## Educación

### Escuela Oficial Rural Mixta Jornada Matutina
Debido al rápido crecimiento poblacional, el Ministerio de Educación se vio en la necesidad de asignar un primer maestro: Antonio Elías Matus Burgos, quien inició sus labores el 1 de febrero de 1972, atendiendo los grados de primero y segundo, con un total de 25 alumnos.
El 7 de junio de 1973 se inauguró el edificio escolar adonde ocurrieron las principales autoridades departamentales y municipales realizando dichas obras, con la acción conjunta de cinco entidades y son las siguientes: Municipalidad de La Libertad, Comunidad de Las Cruces, CARE, INDE, CONACE, para tener en mejor forma a la población escolar.
En 1974 se designaron dos maestros más en calidad de préstamo, siendo ellos los profesores Ricardo Rosales Vielman, Max René Cambranes y Nery Cerna, puesto que este año la inscripción llegó a 146 alumnos de primero a cuarto grado y en 1975 se crearon dos nuevas plazas recayendo en los profesores Alma Araceli Toralla, Hildred Cruz Bolaños, habiendo un total de alumnos de 531 inscritos, contando de primero a quinto grado y en 1976 fue cuando la Escuela Oficial Rural Mixta Las Cruces, obtuvo cuatro plazas (Sonia Liquez, Elizabeth Martinez, Maria Elena Pat y Julio Cambranes) por el aumento poblacional escolar y la primaria fue desde ese año “completa” o sea de primero a sexto grado.

### Otras instituciones educativas
| Nombre                                                  | Fecha de fundación      | Primer director                  | Nivel                  | Tipo    |
| ------------------------------------------------------- | ----------------------- | -------------------------------- | ---------------------- | ------- |
| Escuela de Párvulos Anexo a Escuela Oficial Rural Mixta | 1987                    | N/A                              | Pre-primaria           | Privado |
| Escuela Oficial de Párvulos                             | 2000                    | N/A                              | Pre-primaria           | Público |
| Escuela Oficial Rural Mixta Jornada Matutina            | 7 de junio de 1973      | Antonio Elías Matus Burgos       | Primaria               | Público |
| Escuela Oficial Rural Mixta Jornada Vespertina          | 12 de enero de 1993     | N/A                              | Primaria               | Público |
| Colegio Adventista «Getsemaní»                          | 1994                    | N/A                              | Primaria               | Privado |
| Escuelita de la zona 2                                  | 1999                    | José Matías                      | Primaria               | Público |
| Escuela Oficial Rural Mixta Barrio El Hospital, Zona 4  | 1987                    | N/A                              | Primaria               | Público |
| Colegio Privado Mixto Evangélico «El Líbano»            | 2003                    | Damaris Recinos                  | Primaria               | Privado |
| Instituto por Cooperativa                               | 1978                    | N/A                              | Básico                 | Privado |
| Instituto Adventista «Getsemaní»                        | 1997                    | Sonia Elizabeth Hernández Guerra | Básico y diversificado | Privado |
| Colegio de Ciencias Comerciales                         | 1999                    | Ennio Esquivel                   | Básico y diversificado | Privado |
| Colegio Privado Mixto «El Divino Maestro»               | 22 de noviembre de 2001 | Abel de Jesús González           | Diversificado          | Privado |

## Tradiciones y costumbres

### Feria titular
El 3 de mayo de cada año se celebra la feria en honor al Día de la Cruz.

### Competencia de bandas
Desde el año 2006, empezó la tradicional competencia de bandas en donde cada institución educativa organiza una banda escolar; es conocida por los estudiantes como «guerra de bandas». Fue organizada por primera vez por el Colegio Adventista «Getsemaní» y por la calidad, en 2007 el Banco Banrural, la Municipalidad de La Libertad y el comercio de la localidad empezaron a organizarla cada año. Los premios que se les dan a los primeros tres lugares son instrumentos musicales donados por los organizadores del evento. La actividad se lleva a cabo en los primeros días del mes de septiembre.
| Año  | Nivel Primario                                 | Nivel Primario                                 | Nivel Primario                                    | Diversificado                  | Diversificado             | Diversificado               |
| Año  | Primer lugar                                   | Segundo lugar                                  | Tercer lugar                                      | Primer lugar                   | Segundo lugar             | Tercer lugar                |
| ---- | ---------------------------------------------- | ---------------------------------------------- | ------------------------------------------------- | ------------------------------ | ------------------------- | --------------------------- |
| 2006 | Escuela Oficial Central Mixta Jornada Matutina | Colegio Evangélico «El Líbano»                 | N/A                                               | Colegio Adventista «Getsemaní» | N/A                       | N/A                         |
| 2007 | Escuela Oficial Central Mixta Jornada Matutina | Colegio Evangélico «El Líbano»                 | N/A                                               | Colegio Adventista «Getsemaní» | N/A                       | N/A                         |
| 2008 | Escuela oficial Rural Mixta Zona 2             | Colegio Evangélico «El Líbano»                 | Escuela Oficial Rural Mixta Zona 1                | Colegio Adventista «Getsemaní» | Instituto por Cooperativa | N/A                         |
| 2009 | Escuela oficial Rural Mixta Zona 2             | Escuela Oficial Central Mixta Jornada Matutina | Escuela Oficial Mixta Barrio «El Hospital» Zona 4 | Colegio Adventista «Getsemaní» | Instituto por Cooperativa | N/A                         |
| 2010 | Escuela oficial Rural Mixta Zona 2             | Colegio Evangélico «El Líbano»                 | Escuela Oficial Mixta Barrio «El Hospital» Zona 4 | Colegio Adventista «Getsemaní» | Instituto por Cooperativa | Colegio «El Divino Maestro» |

## Idioma
El idioma predominante de este pueblo es el español y el quiché.